# Delfina Lozano
Delfina Lozano Rivera (10 giugno 1937) è un'ex cestista messicana.

## Carriera
Con il Messico ha disputato i Campionati del mondo del 1957 e i Giochi panamericani del 1959.